# Чёрный рынок

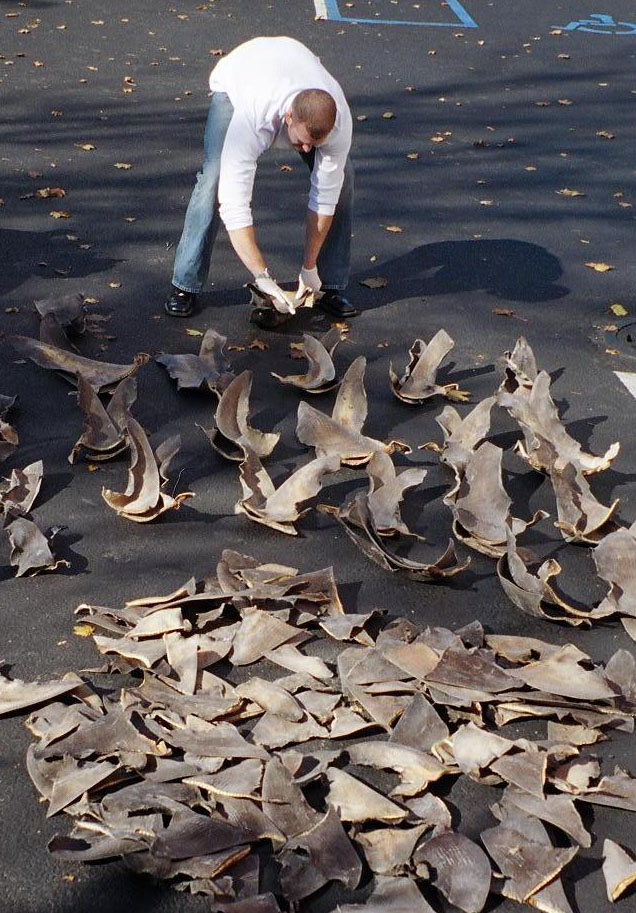
Конфискованные сотрудниками NOAA акульи плавники, ввоз которых в США запрещён

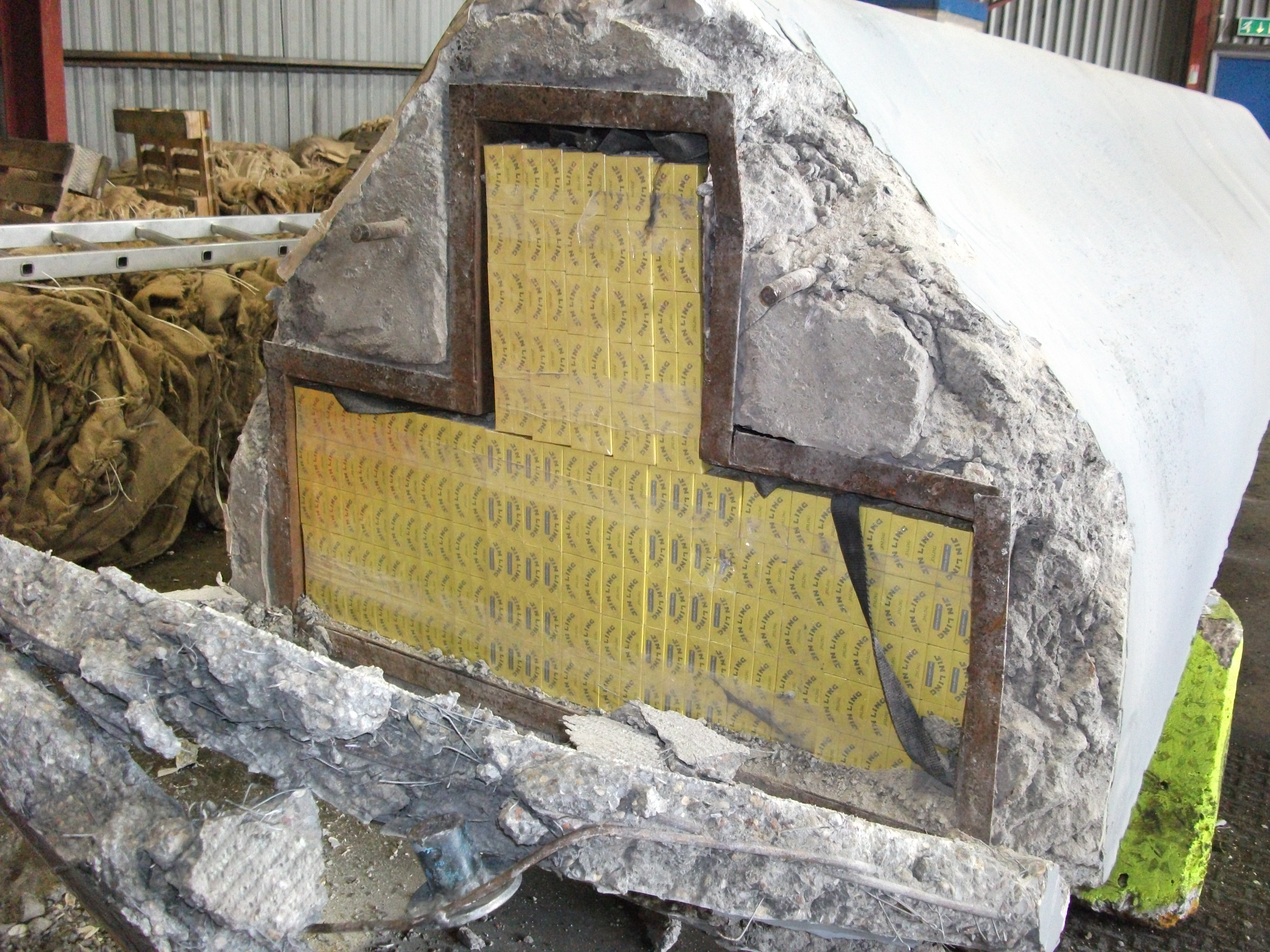
Сигареты, спрятанные в бетонный блок для контрабандного ввоза в Великобританию

Чёрный ры́нок — социальный институт теневой экономики в части незаконного обращения товаров и услуг на рынке. В экономике чёрный рынок является подклассом института рынка и подчиняется тому же закону спроса и предложения. Существенными отличительными чертами чёрного рынка является отсутствие в нем прямого государственного регулирования и налогообложения, поскольку чёрный рынок существует вне правовой системы конкретного общества, нарушая сложившийся в нем правопорядок. Вместе с тем регулирование, осуществляемое международными органами и региональными, национальными, субнациональными и местными органами власти, оказывает на чёрный рынок опосредованное воздействие — посредством международных соглашений, региональной или национальной политики (в том числе экономической политики), законодательства, надзора, контроля и правоохранительных мер.

## Описание
Чёрный рынок охватывает товары, которые по какой-либо причине отсутствуют в оптовой или розничной торговле; услуги, по какой-либо причине не предлагаемые экономическими субъектами, оказывающими услуги в установленном законодательством порядке; а также товары и услуги, при реализации которых на рынке экономические субъекты уклоняются — намеренно или в силу незнания соответствующих норм права — от уплаты установленных пошлин, налогов и сборов. Причины недоступности товаров и услуг на «белом рынке» могут быть разные и зависят от множества факторов, включая особенности экономической системы страны или административного образования; особенности национального/местного законодательства; товарный дефицит; текущую экономическую ситуацию и другие факторы. Так, на куплю-продажу определенных предметов товарообмена в одной стране (или административном образовании) может не существовать никаких ограничений со стороны органов власти, в другой стране их обращение на рынке является предметом целенаправленного регулирования, а в третьей эти же предметы могут быть запрещены (например, контрафактные изделия, сексуальные услуги, эвтаназия, клонирование человека, аборт, порнографическая продукция, агитационная литература, конопля и другие наркотические препараты, спиртные напитки, боевое огнестрельное оружие, боеприпасы). Некоторые товары и услуги являются предметами международного запрета, охватывающего страны, присоединившиеся к соответствующим международным конвенциям; обращение таких предметов осуществляется исключительно в рамках чёрного рынка (например, торговля людьми, сильнодействующие наркотики, бутлег). В силу вышеуказанных обстоятельств, география чёрного рынка для определённой продукции может быть международной, региональной, национальной или местной, в то время как содержание чёрного рынка определяется его конъюнктурой. Номенклатура обращаемой на чёрном рынке продукции разнообразна — от обычной (например, контрафактная продукция, незаконная вырубка леса) до экзотической (например, рога носорогов, бронетехника, радиоактивные отходы, ядерное топливо).
Чёрный рынок тесно связан с контрабандой. Наиболее масштабные и прибыльные отрасли чёрного рынка — незаконная торговля наркотиками, незаконная торговля оружием и военной техникой, проституция, нелегальный игорный бизнес — контролируются организованной преступностью и зачастую «крышуются» коррумпированными правоохранительными органами.
Классическим примером чёрного рынка является подпольная торговля спиртными напитками во время сухого закона.

## Причины появления чёрного рынка
Чёрный рынок существует практически везде, где есть запрет на торговлю каким-либо товаром или она каким-либо образом ограничена. Всегда есть некоторое количество людей, которые пытаются получить желаемое, несмотря на запрет. Соответственно, появляются и люди, которые с целью заработка предлагают нужные товары и услуги. Торговля на чёрном рынке приносит бо́льшую прибыль, чем легальная, но она и более рискованная.

## Примеры чёрных рынков
- Наркоторговля.
- Бутлегерство — торговля алкоголем во время сухого закона. В мусульманских странах, где алкоголь запрещён или ограничен, относится к наркоторговле.
- Торговля украденными произведениями искусства.
- Незаконная торговля оружием.
- Торговля пиратской продукцией или вредоносным ПО.
- Торговля поддельными документами.
- Торговля редкими видами животных и растений.
- Торговля чёрной и красной икрой, добытой браконьерством, либо в странах, где её распространение запрещено.
- Работорговля (торговля людьми).
- Сутенёрство.
- Торговля органами — незаконная торговля человеческими органами для трансплантации.
- Торговля порнографическими и эротическими материалами там, где их распространение запрещено.

## Чёрный рынок СССР
В условиях отсутствия в советской экономике характерных для капиталистической экономической системы рыночных отношений, чёрный рынок сопутствовал плановому хозяйству. Так как в СССР частное предпринимательство и спекуляция были запрещены законом, то все сделки вне системы государственной, кооперативной и колхозной торговли осуществлялись в рамках чёрного рынка. Вследствие широчайшего распространения данного явления, в советском лексиконе появился целый набор терминов для обозначения подобной торговли и её субъектов: «торговля с чёрного хода», «из-под прилавка», «из-под полы», «по блату», «цеховик», «фарцовщик» и т. д.
На встрече с завотделами ЦК КПСС 16 декабря 1986 года генеральный секретарь Коммунистической партии СССР Михаил Горбачёв озвучил величину теневого оборота в Советском Союзе в размере 10 млрд. рублей.
Тема чёрного рынка в советском кинематографе
- «Пена»
- «Следствие ведут ЗнаТоКи»
- «Частный детектив, или Операция «Кооперация»»
- «Самая обаятельная и привлекательная»